# Scrignac
Scrignac är en kommun i departementet Finistère i regionen Bretagne i västra Frankrike. Kommunen ligger i kantonen Huelgoat som tillhör arrondissementet Châteaulin. År 2022 hade Scrignac 781 invånare.

## Befolkningsutveckling
Antalet invånare i kommunen Scrignac
Referens:INSEE